# Acorn
Acorn war ein britisches Computerunternehmen, das in den 1980er- und 1990er-Jahren besonders in Großbritannien beliebte Computer und Set-Top-Boxen produzierte. Darunter befanden sich unter anderem der BBC Micro und der Acorn Archimedes. Acorn ist Initialfirma von ARM Limited.

## Vorgeschichte
Am 25. Juli 1961 gründete Clive Sinclair das auf Entwurf und Herstellung elektronischer Geräte spezialisierte Unternehmen Sinclair Radionics. Nach finanziellen Schwierigkeiten durch das Scheitern der Black-Watch-Armbanduhr und der Umstellung des Taschenrechnermarktes von LED- auf LC-Displays ersuchte Sinclair im August 1976 das National Enterprise Board (NEB) um finanzielle Hilfe. Das NEB bewilligte diese, verlangte als Gegenleistung jedoch einen Anteil von 43 % an Sinclair Radionics. Sinclair, der die Kontrolle über sein Unternehmen nur ungern aus der Hand gab, ermutigte seinen Mitarbeiter Chris Curry, Sinclair Radionics zu verlassen und gemeinsam das Unternehmen Science of Cambridge (SoC) zu gründen. SoC begann im Juni 1978 mit dem Verkauf eines Mikrocomputerbausatzes. Curry wollte ihn weiterentwickeln, scheiterte dabei allerdings an Sinclair. Ein Freund Currys, Hermann Hauser, Dozent für Physik an der Universität Cambridge, zeigte sich jedoch nach einem Besuch bei SoC während der Entwicklung des Heimcomputer-Bausatzes MK 14 an diesem Produkt interessiert.

## Unternehmensgeschichte

### CPU Ltd (1978–1983)
Aus ihrem gemeinsamen Interesse für Mikrocomputer heraus gründeten am 5. Dezember 1978 Chris Curry und Hermann Hauser das Unternehmen Cambridge Processor Unit Ltd (CPU), aus dem Acorn Computers wurde (Acorn war ursprünglich ein von CPU verwendeter Markenname). Bereits nach kurzer Zeit erhielt CPU von Ace Coin Equipment den Auftrag, einen Controller für deren Spielautomaten zu entwickeln. Anfänglich basierte deren Controller auf einem SC/MP-Mikroprozessor, wurde aber bald auf einen 6502 umgestellt.

### Die Mikrocomputer
Mit ihrem Einkommen aus „Design-and-Build“-Beratungen finanzierte CPU die Entwicklung eines 6502-basierten Mikrocomputers, der im Januar 1979 als erstes Produkt der Acorn Computer Ltd den Markt erreichte. Dieser Handelsname sollte die zwei unterschiedlichen Geschäftsfelder separieren. Acorn (zu deutsch „Eichel“) erschien dem möglichen „Wachstum“ des erweiterbar ausgelegten Mikrocomputers angemessen und stand zudem in Telefonbüchern vor dem Konkurrenten Apple.
Etwa zur gleichen Zeit gründete CPU zusammen mit Andy Hopper Orbis Ltd, um das Cambridge-Ring-Netzwerk zu kommerzialisieren. Hopper, der bereits während seiner Promotion daran gearbeitet hatte, wurde bald darauf als Geschäftsführer der CPU eingestellt und vertrat deren Interessen im Computerlabor der Universität Cambridge. Hoppers Anteile an Orbis wurden gegen CPU-Anteile ausgetauscht. Mit dem Wachstum der Marke Acorn veränderte sich die Rolle von CPU allmählich, so dass CPU schließlich nur noch eine Holdinggesellschaft war und Acorn zum entwickelnden Unternehmen wurde. Nach einer Meinungsverschiedenheit mit Sinclair verließ Curry offiziell Science of Cambridge, zog aber erst nach einiger Zeit zu den Angestellten von Acorn.

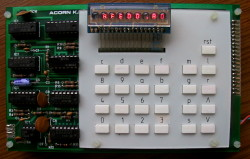
Das Anzeige-Board des Acorn System 1, ausgeliefert am 9. April 1979

Der später Acorn System 1 genannte Acorn-Mikrocomputer wurde von Sophie Wilson entworfen. Er war hauptsächlich auf Ingenieure und Laborangestellte ausgerichtet, jedoch durch seinen niedrigen Preis von 80 £ auch für Computerenthusiasten attraktiv. Die Maschine selbst bestand aus zwei Platinen, von denen eine die LED-Anzeige, ein Tastenfeld und eine Kassetten-Schnittstelle (die Bauteile links vom Tastenfeld) und die andere den Rest des Computers (inklusive des Prozessors) enthielt. Nahezu alle Prozessorsignale waren über eine Eurocard-Buchse zugänglich.
Das System 2 ließ sich leichter erweitern, weil die Prozessorkarte des System 1 in einem 19-Zoll-Eurocard-Gehäuse saß. Ein typisches System 2 wurde mit einem Tastaturcontroller samt externer Tastatur, einer Textanzeige und einem auf Kassette gespeicherten Betriebssystem mit integriertem BASIC-Interpreter ausgeliefert.
Beim System 3 fügte Acorn die Unterstützung für Diskettenlaufwerke hinzu, das System 4 bekam ein größeres Gehäuse mit einem zweiten Laufwerk. Für das System 5 wurde der 6502-Chip durch eine neuere, auf 2 MHz getaktete Version ersetzt.

### Der Acorn Atom

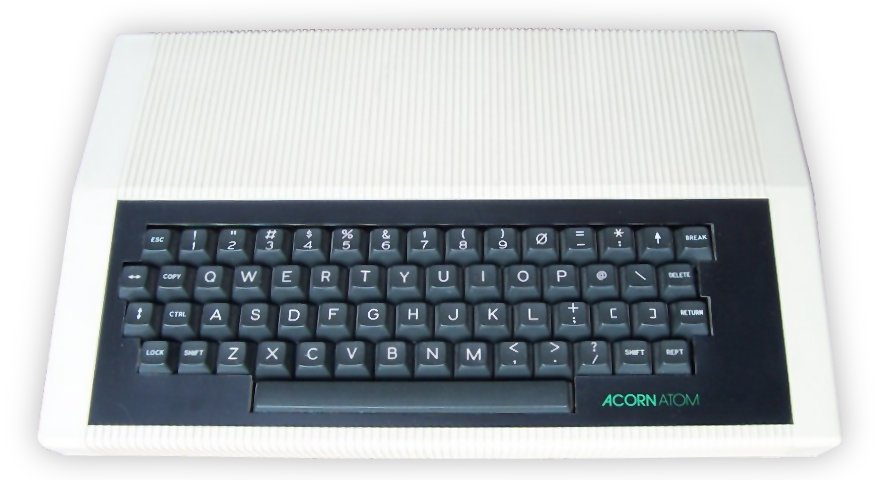
Der Acorn Atom

Bei Science of Cambridge begann im Mai 1979 die Entwicklung des Sinclair ZX80. Das war vermutlich der Anlass für Curry, das ebenfalls auf den Verbrauchermarkt zielende Atom-Projekt zu initiieren. Curry und Nick Toop entwickelten die Maschine in Currys Haus in den ostenglischen Fens. Zu dieser Zeit wurde die Marke Acorn amtlich eingetragen und Curry zu einem Vollzeitangestellten.
Die Absicht, in den Verbrauchermarkt einzudringen, ist hauptsächlich Curry zuzuschreiben, die anderen Fraktionen innerhalb Acorn, inklusive der Ingenieure, waren froh, sich aus diesem Markt heraushalten zu können. Sie betrachteten die Fertigung eines Heimcomputers als unseriös. Um die Kosten möglichst niedrig und damit die Angriffsfläche des Atom für dessen Kritiker möglichst klein zu halten, bat Curry den Industriedesigner Allen Boothroyd um den Entwurf eines Gehäuses, das gleichzeitig die externe Tastatur für die Mikrocomputer aufnehmen konnte. Die Komponenten eines System 3 wurden innerhalb dieses Gehäuses platziert. Das ergab ein für die preiswerten Heimcomputer der frühen 1980er Jahre typisches System. Der Atom erwies sich als vergleichsweise erfolgreiches Projekt.
Um die Softwareentwicklung zu stützen, installierte CPU in Market Hill ein proprietäres Local Area Network und integrierte Unterstützung für dieses Econet in den Atom. Bei Markteinführung im März 1980 wurden auf einer Computermesse acht vernetzte Atoms demonstriert, die bereits mit Funktionen wie gemeinsamer Dateinutzung und vollständiger Fernsteuerung aufwarten konnten.

### Der BBC Micro und der Electron
Nachdem der Atom im Markt erfolgreich etabliert worden war, begann Acorn mit dem Entwurf eines Nachfolgers. Der Markt bot neue 16-Bit-Prozessoren, aber sollten diese auch schon genutzt werden? Nach langer Diskussion schlug Hauser einen Kompromiss vor: eine Weiterverwendung des 6502 mit deutlich verbesserten Erweiterungsmöglichkeiten. Acorns technischer Stab, der mehrheitlich den Atom abgelehnt hatte, sah diesen Proton als Möglichkeit, es diesmal „richtig“ zu machen.
Einer der Vorschläge für die Entwicklung des Proton war die Tube (zu deutsch „Röhre“), eine proprietäre Schnittstelle, mit der ein zweiter Prozessor integriert werden konnte. Durch diesen Kompromiss konnte eine preiswerte, für den Massenmarkt konzipierte 6502-Maschine mit komplexen und teuren Prozessoren erweitert werden. Die Tube erlaubte eine Auslagerung von Berechnungen auf den zweiten Prozessor, während der 6502 die Ein- und Ausgabe von Daten übernahm. In späteren Jahren spielte die Tube eine wichtige Rolle bei der Entwicklung von Acorns eigenem Prozessor.
In den frühen 1980er Jahren ersann die Weiterbildungsabteilung der BBC ein Schulungsprogramm für die Nutzung von Computern. Die Idee entstand größtenteils als Folge der Dokumentation The Mighty Micro des Senders ITV, in der Christopher Riche Evans des britischen National Physical Laboratory die Mikrocomputer-Revolution vorhersagte. Die Dokumentation erwies sich als sehr einflussreich, selbst im britischen Parlament wurden die aufgeworfenen Fragen erörtert. Als Resultat interessierten sich sowohl das Department of Industry (DoI) als auch die BBC Enterprises für das Programm. Letztere wollte eine Maschine zur Weiterbildung anbieten und wies BBC Engineering an, eine solche zu spezifizieren.
Auf Druck des DoI, einen in Großbritannien gefertigten Computer zu wählen, entschied sich die BBC letztlich für das NewBrain der Newbury Laboratories. Diese Wahl demonstriert den auf die eigentlich unabhängige BBC ausgeübten Druck: Newbury gehörte zum Besitz des National Enterprise Board (NEB), einem eng mit dem DoI kooperierenden staatlichen Amt. Ironischerweise stammte das NewBrain ursprünglich von Sinclair Radionics, wo genau diese Entscheidung Sinclairs gegen Science of Cambridges MK 14 zum Abschied Currys geführt hatte, was wiederum das NEB veranlasste, das Projekt zu Newbury zu verlagern.

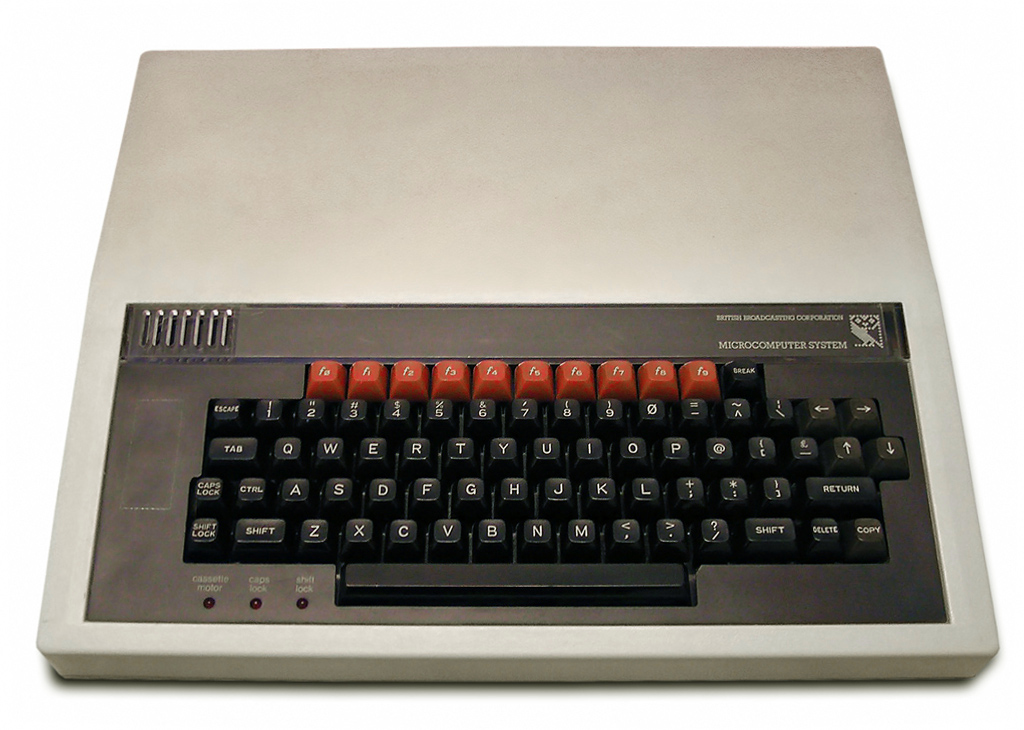
Der BBC Micro

Von 1980 bis 1982 begann das britische Department of Education and Science (DES) das Microelectronics Education Programme, das in Konzepte und Lehrmaterialien zu Mikroprozessoren einführen sollte. Von 1982 bis 1986 stiftete das DoI lokalen Bildungsbehörden Drittmittel, so dass diese ihre Schulen mit Mikrocomputern ausstatten konnten. Dabei erwies sich der BBC Micro als einer der populärsten Computer. Parallel dazu förderte das DES Lehrerausbildung und Entwicklung weiterer Computermaterialien, wie Software und Projekte zur angewandten EDV.
Obwohl Newbury das NewBrain kontinuierlich weiterentwickelte, war bald absehbar, dass es weder für die Schulungsprogramme noch für die Ausschreibung der BBC hinreichend schnell verfügbar sein würde. Die für Herbst 1981 angesetzten BBC-Programme wurden auf das Frühjahr 1982 verschoben. Curry und Sinclair erfuhren von den Plänen des BBC und reichten eigene Vorschläge ein. Vertreter der BBC besichtigten Acorn und bekamen den Proton vorgeführt. Danach wurde Acorn der Vertrag zugesprochen, die Anfang 1982 mit der Produktion des Proton als BBC Micro begannen. Im April 1984 wurde Acorn dafür der Award for Technology der britischen Königin verliehen. Diese Auszeichnung galt besonders der fortschrittlichen Technik des BBC Micro und ehrte Acorn für „die Entwicklung eines Mikrocomputers mit vielen innovativen Eigenschaften“.
Im April 1982 führte Sinclair den ZX Spectrum ein. Curry ersann als Gegenstück dazu den Electron, der in vielerlei Hinsicht ein reduzierter BBC Micro war und unter 200 £ kostete. Der Electron hatte für einen Großteil seiner Funktionalität ein von Acorn entworfenes Uncommitted Logic Array (ULA).  Durch Probleme bei der Herstellung des ULA entstand jedoch ein Versorgungsengpass, so dass der Electron, obwohl im August 1983 eingeführt, zum Weihnachtsgeschäft 1983 nicht in ausreichender Stückzahl vorhanden war. Acorn entschloss sich, dieses Problem für das Geschäftsjahr 1984 zu lösen, und verhandelte seine Produktionsverträge neu aus.

## Die Acorn Computer Group AG (1983–1985)
Der BBC Micro verkaufte sich gut und Acorns Gewinne erhöhten sich von 3.000 im Jahr 1979 auf 8,6 Millionen Pfund Sterling im Juli 1983. Im September 1983 wurden die CPU-Anteile liquidiert und Acorn als Acorn Computer Group plc auf dem Londoner Unlisted Securities Market eingetragen. Acorn Computers Ltd war nun die Abteilung für Mikrocomputer. Bei einem minimalen Angebotspreis von 120 Pence entstand die AG mit einer Börsenbewertung von etwa 135 Millionen Pfund Sterling. Die CPU-Gründer Hauser und Curry wurden durch ihre Anteile auf dem Papier zu Millionären: Hausers 53,25 Millionen Anteile bedeuteten 64 Millionen Pfund, während Curry mit 43 Millionen Anteilen noch immer 51 Millionen Pfund besaß.

### Neue RISC-Architektur
Bereits seit dem Atom wurde bei Acorn eine Abkehr vom 6502 geplant. Ein Schlüsselelement dafür ist der 16-Bit Acorn Communicator mit dem 65816-Prozessor des Unternehmens Western Design Center. Zusammen mit dem Apple IIgs war das eine der wenigen kommerziellen Applikationen des WD 65816.
Am 12. August 1981 wurde der IBM-PC eingeführt, der zwar in einer Ausführung ähnlich dem BBC Micro auch auf den Markt der Computerenthusiasten zielte, der aber im Wesentlichen für den geschäftlichen Bereich bestimmt war. Der Nachfolger des PC, der XT (EXtended Technology) folgte im Frühjahr 1983. Der Erfolg dieser Maschinen und der Vielzahl Z80-basierter CP/M-Computer im geschäftlichen Bereich demonstrierte, dass hier ein lohnender Markt bestand. Die dort eher untergeordnete Bedeutung des Preises und die damit hohen Gewinnmargen waren für Hersteller ein zusätzlicher Anreiz. Auch Acorn beschloss die Entwicklung eines bürotauglichen Computers. Ein entsprechendes Programm wurde ins Leben gerufen und nutzte die Hauptplatine des BBC Micro, die „Tube“ und Zweitprozessoren, mit denen CP/M-, MS-DOS- und Unix (Xenix)-basierte Workstations geschaffen werden sollten.
Für den Entwurf dieses Acorn Business Computer (ABC) mussten die Tube-Protokolle für verschiedene Prozessoren implementiert werden, damit diese von der BBC-Micro-Plattform aus genutzt werden konnten. Dabei stellte Acorn im Laufe des Jahres 1983 fest, dass der Markt keinen geeigneten Nachfolger des 6502 bot. So konnten beispielsweise bei Motorolas 68000 viele Instruktionen nicht unterbrochen werden, was zu oft sehr langen Latenzen bei der Reaktion auf Interrupts führte. Damit war der 68000 für das Tube-Protokoll ungeeignet. Die Entwicklung des auf dem 32016 von National Semiconductor basierenden ABC-Modells, später als Cambridge Workstation verkauft, demonstrierte Wilson und Steve Furber die Bedeutung der Speicherdatenübertragungsrate. Es zeigte sich, dass ein mit 8 MHz getakteter 32016 deutlich langsamer als ein 4-MHz-6502 war. Durch den Apple Lisa war den Acorn-Entwicklern jedoch klar, dass sie eine grafische Benutzeroberfläche würden schaffen müssen, was sich mit einem 6502 äußerst schwierig gestaltete. Acorn brauchte eine neue Prozessorarchitektur.
Alle in Frage kommenden Prozessoren ließen zu wünschen übrig. Inspiriert von Veröffentlichungen aus dem Berkeley-RISC-Projekt wurde nach fruchtlosen Tests einiger erhältlicher Prozessoren beschlossen, selbst einen neuen Prozessor zu entwickeln. In Berkeley hatte eine Gruppe Studenten mit bescheidenen Mitteln einen leistungsfähigen 32-Bit-Prozessor entworfen, so sollte auch Acorn das gelingen. Ein Besuch des Western Design Center in Phoenix überzeugte Furber und Wilson, dass sie weder umfangreiche Ressourcen noch modernste Forschungs- und Entwicklungsanlagen dazu benötigten.
Wilson entwickelte zunächst den Befehlssatz des neuen Prozessors, indem sie eine Emulation des Prozessors in BBC BASIC schrieb, die auf einem BBC Micro mit zweitem 6502 lief. Das überzeugte die Acorn-Entwickler, dass sie sich auf dem richtigen Weg befanden, auch wenn sie zusätzliche Ressourcen benötigen würden. Wilson erhielt schließlich von Hauser die Erlaubnis für die Herstellung eines Prototyps.
Das Acorn-RISC-Machine-Projekt begann offiziell im Oktober 1983 und kostete bis 1987 5 Millionen Pfund. VLSI Technology, das bereits zuvor ROMs und Spezialchips für Acorn produziert hatte, wurde als Partner für die Fertigung der Prozessoren ausgewählt. VLSI produzierte den ersten ARM-Die am 26. April 1985. Dieser ARM1 wurde zunächst als Zweitprozessor im BBC Micro genutzt. Mit dem Prozessor ließen sich die Simulationsarbeiten für den Entwurf von Sekundärchips (Video-Controller, I/O-Controller und Speicher-Controller) fortführen. Zudem beschleunigte er die CAD-Software, mit der am Entwurf des ARM2 gearbeitet wurde.
Wilson schrieb in der Folgezeit einen Interpreter für BBC-Basic in ARM-Assemblersprache. Die bei Implementation des Befehlssatzes gewonnenen Erkenntnisse erlaubten es ihr, den Code ungewöhnlich kompakt zu schreiben, was das ARM-BBC-Basic zu einem guten Test für jeden ARM-Emulator machte.
Die das ARM-Projekt umgebende Geheimhaltung war so groß, dass Olivetti bei Verhandlungen um eine Teilhaberschaft 1985 erst nach deren Abschluss davon erfuhr. 1992 zeichnete die Queen Acorn für den ARM mit dem Award for Technology aus.

### Finanzielle Sorgen
Acorns Wendepunkt war 1984; das Unternehmen ging gerade zu dem Zeitpunkt an die Börse, als der Spielekonsolen-Markt zusammenbrach. In diesem Jahr wurde Atari verkauft, Apple wurde fast insolvent, aber für Acorn löste sich das Problem der fehlenden Produktionskapazitäten, das es von Anfang an verfolgt hatte.
Die bei Markteinführung des Electron fehlenden ULAs hatten dazu geführt, dass im Weihnachtsgeschäft 1983 nur 30.000 der dank einer erfolgreichen Werbekampagne 300.000 vorliegenden Anfragen erfüllt werden konnten. Der anscheinend hohe Bedarf an Electrons erwies sich indes als illusorisch: Viele Eltern kauften ihren Kindern den C64 oder ZX Spectrum, statt auf den Electron zu warten. Als der Zulieferer Ferranti das Produktionsproblem gelöst hatte und 1984 die vereinbarten Mengen an ULAs lieferte, war der Bedarf so weit eingebrochen, dass Acorn den Electron nun in großen Stückzahlen lagern musste. Der Vertrag erlaubte jedoch keine schnelle Nachverhandlung der Kapazitäten, so dass Acorn gegen Ende des Jahres 1984 über 250.000 unverkaufte Electrons verfügte.
Zudem hatte Acorn einen Großteil seiner liquiden Gelder in die Entwicklung neuer Produkte investiert: den BBC Master, das ARM-Projekt und die sich letztendlich als Flop herausstellende ABC. Weitere Kosten entstanden durch eine geplante Expansion in die USA, welche die staatliche Anerkennung des BBC Micro erforderte. Dafür mussten sämtliche Erweiterungen des Micro auf Emissionen getestet und deren Abstrahlung reduziert werden; ein langer und zudem teurer Prozess, der Acorn etwa 20 Millionen US-Dollar kostete. Kaum einer der NTSC-modifizierten BBC Micros wurde verkauft. Immerhin tauchten sie jedoch im 1984er Film Supergirl: The Movie in einer Schule auf.

## Im Besitz von Olivetti (1985–1998)
Die düstere finanzielle Situation führte im Februar 1985 zu einer Entscheidung, nachdem ein Kreditgeber Acorns eine Liquidation gefordert hatte. Nach kurzen Verhandlungen unterzeichneten Curry und Hauser am 20. Februar eine Vereinbarung mit Olivetti, die für 12 Millionen Pfund Sterling einen Anteil von 49,3 % an Acorn erhielt. Das Geld wurde vor allem für den Ausgleich der 11 Millionen Pfund Verluste des vorangegangenen Halbjahres genutzt. Acorns Börsenbewertung fiel 165 Millionen unter den Höchstwert von 190 Millionen Pfund. Im September 1985 übernahm Olivetti Acorn schließlich mit einer Beteiligung von 79 %.

### Der BBC Master
Der BBC Master wurde im Februar 1986 mit großem Erfolg auf den Markt gebracht. Bis 1989 wurden etwa 200.000 Stück, überwiegend an Schulen und Universitäten, zu einem Preis von jeweils 499 £ verkauft. Acorn brachte eine Reihe verbesserter Versionen heraus, beispielsweise den Master 512 mit 512 kB Hauptspeicher und einem internen 80186-Prozessor für MS-DOS-Kompatibilität, oder den Master Turbo mit einem 65C02 als Zweitprozessor.
Der erste kommerzielle Einsatz der Arm-Architektur war das ARM Development System, ein per Tube eingebundener Zweitprozessor für den BBC Master, mit dem Programme für das neue System geschrieben werden konnten. Das System kostete etwa 4.000 £ und enthielt den ARM-Prozessor, 4 MB Hauptspeicher und Entwicklungswerkzeuge für eine verbesserte Version des BBC-Basic. Er hatte noch nicht den Chipsatz des Archimedes.
Der Desktop-Computer Acorn Archimedes erschien Mitte 1987, 18 Monate nach der RISC-Maschine IBM RT. Er war in Großbritannien, Irland und Australasien sehr beliebt und mit seinem ARM-Prozessor und Chipsatz aus VIDC, MEMC und IOC fortschrittlicher als die meisten Konkurrenzangebote dieser Zeit. Zu Acorns Unglück bewegte sich der Markt jedoch in Richtung des IBM PC. Dennoch setzte Acorn die Produktion verbesserter Modelle fort, darunter auch der Laptop A4, und führte 1994 den Risc PC ein, dessen Spitzenmodell einen 200 MHz+ StrongARM-Prozessor bot. Diese Computer wurden überwiegend im Bildungsbereich, an Spezialisten und Enthusiasten verkauft.

### ARM Limited
Acorns Partner VLSI hatte den Auftrag, neue Anwendungsgebiete für den Arm-Prozessor und seine Sekundärchips zu finden. Hausers Unternehmen Active Book entwickelte ein kleines, tragbares Gerät, für das ARM-Prozessorentwickler eine statische Version des Prozessors entwarfen, den ARM2aS.
Apple entwickelte indes eine vollkommen neue Plattform, den PDA Newton. Der für dieses Gerät notwendige Prozessor musste verschiedene Anforderungen an Stromverbrauch, Kosten und Leistung erfüllen und zudem völlig statisch operieren, so dass der Takt zu jeder Zeit ausgesetzt werden konnte. Von allen Bewerbern kam nur die Acorn RISC Machine den Anforderungen nahe, wies jedoch selbst noch Mängel auf. So bot der ARM beispielsweise keine integrierte Speicherverwaltung, deren Funktion stattdessen vom MEMC-Sekundärchip übernommen wurde. Acorn verfügte auch nicht über die nötigen Ressourcen, eine integrierte Verwaltung für den ARM zu entwickeln.
Apple und Acorn entschieden sich, für die Weiterentwicklung in Gestalt eines eigenen Unternehmens zu kooperieren. Der Großteil der Forschungs- und Entwicklungsabteilung der ARM CPU bildete die Basis der ARM Limited, die im November 1990 gegründet wurde. Die Acorn Group und Apple Computer besaßen jeweils Anteile von 43 %, mit VLSI als Investor und erstem Lizenznehmer.

### Set-Top-Boxen
Im Jahr 1994 wurde die Acorn Online Media gegründet, um einen prognostizierten Boom von Video-on-Demand (VOD) auszunutzen. Dabei handelte es sich um eine Form des interaktiven Fernsehens, bei dem Benutzer via Netzwerk Videoinhalte auswählen und ansehen konnten. Im September 1994 starteten Acorn Online Media, Anglia Television, Cambridge Cable und Advanced Telecommunication Modules Ltd (ATML) einen Feldversuch für VOD-Dienste in Cambridge. Dafür schuf ATML ein großflächiges ATM-Netz, das die TV-Unternehmen mit den Abonnenten verband und Dienste wie Teleshopping, Fortbildungen, Software-Downloads und das World Wide Web bot.
Das Netzwerk wurde mit einer Kombination aus Koaxial- und Glasfaserkabeln realisiert; die zur Segmentierung des Netzes notwendigen Switches wurden in Schaltschränken des bestehenden Cambridge-Cable-Netzes eingesetzt. Das Olivetti Research Laboratory entwickelte die verwendete Technologie. Ein Videoserver des britischen Mainframe-Herstellers International Computers Limited stellte die Dienste bereit. Die ATM-Switches stammten von ATML, ein weiteres von Hauser und Hopper gegründetes Unternehmen. Der Versuch begann mit einer Datenübertragungsrate von 2 Mbit/s, was schrittweise auf 5 Mbit/s angehoben wurde.
Abonnenten verwendeten die Acorn Online Media-Set-Top-Box. Der Versuch bestand während der ersten halben Jahres aus 10 VOD-Terminals, was in der zweiten Stufe auf 100 Wohnungen, 8 Schulen und 150 weitere Terminals in Testlabors ausgedehnt wurde. Weitere Organisationen beteiligten sich nach und nach, darunter die NatWest-Bank, die BBC, die Post Office Limited, Tesco und die örtlichen Bildungsbehörden.
BBC Education untersuchte Radio-on-Demand-Programme in Grundschulen und schuf einen neuen Bildungsdienst, Education Online, der beispielsweise Ausbildungssoftware und Sendungen der Open University bot. Der Netherhall-Hauptschule wurde ein preiswerter Videoserver zur Verfügung gestellt, so dass diese während des Versuchs als Provider fungieren konnte. Die Anglia Polytechnic University erfüllte später eine ähnliche Rolle.
Entgegen den Prognosen fand ein VOD-Boom jedoch nicht statt.

### Netzwerk-Computer
Im Oktober 1995 strahlte die BBC2 während der Sendung The Money Programme ein Interview des Oracle-Corporation-Gründers Larry Ellison aus, der eine wachsende Bedeutung von Netzwerkrechnern (NC) prognostizierte. Dabei handelt es sich um preiswerte Datenstationen, die nicht über eine Festplatte verfügen, sondern ihre Software zu großen Teilen von einem Server laden.
Malcolm Bird, der Geschäftsführer der Acorn Online Media, erkannte, dass Ellisons NC im Wesentlichen eine Acorn-Set-Top-Box war. Nach einigen Gesprächen zwischen Oracle und Olivetti sowie Hauser und Acorn wurde Bird mit der neuesten Box nach San Francisco abgestellt. Zwar hatte Oracle bereits ernsthaft mit Herstellern wie Sun und Apple um die Realisierung des NC verhandelt, Gerüchte innerhalb der Industrie besagten gar, dass Oracle selbst am Referenzentwurf arbeitete. Nach Birds Besuch bei Oracle und einer folgenden Besichtigung Acorns durch Ellison wurde dennoch die Übereinkunft getroffen, Acorn die Definition des NC-Referenzentwurfs zu überlassen.
Ellison erwartete, den NC im Februar 1996 ankündigen zu können. Wilson leitete das NC-Projekt und stellte bis Mitte November einen Entwurf der NC-Spezifikation fertig. Bis Januar 1996 waren die formalen Details des Vertrags zwischen Acorn und Oracle ausgearbeitet, der PCB entworfen und zur Produktion freigegeben. Im Februar 1996 wurde dafür Acorn Network Computing gegründet, welches ab August 1996 den Acorn Network Computer vertrieb.
Der NC sollte ein neues Marktsegment schaffen, in dem Acorn Network Computing eine zentrale Rolle als Direktverkäufer oder Lizenzinhaber zugedacht war. Dafür wurden das neue Endnutzer-Betriebssystem Galileo und zusammen mit Digital Semiconductor und ARM der neue StrongARM-Chipsatz SA1500/SA1501 geschaffen. Galileo garantierte Prozessen Quality of Service, die einzelnen Komponenten wie Prozessor oder Speicher funktionierten also vom Verhalten anderer Prozesse unabhängig und verlässlich. Der SA1500 bot höhere Taktraten als andere existierende StrongARM-Prozessoren und zudem einen für Medienwiedergabe optimierten Koprozessor, den Attached Media Processor oder AMP. Der SA1500 diente als primäre Plattform für Galileo.
Nach Auslagerung der Geschäftsbereiche für Set-Top-Box und Netzwerk-Computer als separate Unternehmen verlagerte Acorn seine PC-Herstellung in eine eigenständige Tochtergesellschaft, die Acorn RISC Technologies (ART).

## Der Zerfall (1998–2000)
Mit dem Ausbleiben des prognostizierten VOD-Booms und dem damit verbundenen Scheitern der Set-Top-Boxen zerbrach Acorns letzte Hoffnung, zu einem zentralen Hersteller der Computerindustrie zu avancieren. Auch der Netzwerk-Computer war weniger erfolgreich als erhofft: Die Preise für normale PCs fielen stetig, während die verfügbaren Datenübertragungsraten der Endkunden nur langsam anstiegen. Der NC war so bis in die späten 1990er Jahre kaum attraktiv, da hinreichend schnelle Verbindungen teuer und rar waren.
Olivetti verkaufte zwischen 1996 und 1998 Teile der Acorn Group für insgesamt etwa 54 Millionen Pfund Sterling. Acorn wurde restrukturiert, Tochtergesellschaften wurden wieder eingegliedert. Acorn RISC Technologies übernahm bis Ende 1998 den Workstation-Bereich. Zu dieser Zeit stellte Acorn die Produktion von Desktop-Computern endgültig zugunsten der Set-Top-Boxen ein. Die Entwicklung des letzten Computers, Acorn Phoebe oder RISC PC 2 genannt, wurde kurz vor Serienstart eingestellt. Die markant gelben Gehäuse des Phoebe wurden hingegen in größeren Stückzahlen gefertigt und preiswert verkauft.
ARMs Position hingegen verbesserte sich. Nach Börsengang im Jahr 1998 wurde sie als Aktiengesellschaft unter dem Namen ARM Holdings neu eingetragen. Die Anteile wurden an der Londoner Börse gehandelt und waren auf dem nationalen NASDAQ-Markt notiert. Morgan Stanley Dean Witter fungierte als Koordinator und Konsortialsführer für die Emission, wie auch als Sponsor und Makler für die Notierung an der Londoner Börse.
Im Januar 1999 veränderte die Acorn Group ihren Namen von Acorn Computers Limited zu Element 14 Limited. Acorn versuchte auf diesem Wege, sich ähnlich ARM zu einem Entwickler geistigen Eigentums auf dem Markt der digitalen Signalverarbeitung (DSP) umzuwandeln. Durch den hohen Aktienwert ARMs besaß der 24-prozentige Anteil, welchen Acorn an ARM hielt, einen größeren Kapitalwert als die gesamte Acorn Group. Aktionäre übten Druck auf Acorn aus, seinen ARM-Anteil zu verkaufen und in eine Gewinnausschüttung zu wandeln. Angesichts der verwundbaren Position seines Teilhabers erwog ARM, selbst gegen Acorn vorzugehen. Die Acorn Computers Group wurde am 1. Juni 1999 von Morgan Stanley Dean Witter Investments Limited aufgekauft. Diese Transaktion führte auch zu einem Rückzug der Acorn Group von der Börse und einer Auszahlung des ARM-Anteils an die Acorn-Aktionäre.
Morgan Stanley verkaufte die Abteilung Set-Top-Boxen und damit auch die Kontrolle über RISC OS für 200.000 £ an das Unternehmen Pace. Am 26. Juli 1999 kaufte ein von Stan Boland angeführtes Management-Team Element 14 für 1,5 Millionen Pfund Sterling von MSDW. Dieser Preis entsprach dem Liquidationswert. Element 14 erhielt im Folgenden 8,25 Millionen Pfund Sterling (etwa 13 Millionen US-Dollar) von Bessemer Venture Partners, Atlas Ventures und Hausers Amadeus Capital Partners. Die Unternehmenszentrale befand sich in Cambridge, eine Entwicklungsanlage im britischen Bristol. Alcatels DSL-Entwickler wurden gezielt abgeworben, darunter Designer analoger Front-End und digitaler ICs, Software für DSL-Modems, sowie Spezialisten im Bereich des asymmetrischen DSL und VDSL. Zudem erwarb sie ein Ingenieurszentrum im belgischen Mechelen. Element 14 entwickelte weiterhin DSP-Produkte, bis sie im November 2000 für 366 Millionen Pfund Sterling (594 Millionen US-Dollar) von Broadcom aufgekauft wurde.
Das für den Phoebe entwickelte Betriebssystem RISC OS 4 („Ursula“) wurde von RISCOS Limited den Nutzern des Risc-PC zur Verfügung gestellt. Das Unternehmen lizenzierte das Betriebssystem und entwickelt und unterstützt dieses weiterhin. Allerdings besteht durch das für den Microdigital Omega vertriebene, 26-bittige RISC OS 4 und das 32-bittige RISC OS 5 für den Castle Iyonix noch immer Konkurrenz auf diesem Markt. Diese Konkurrenz verursachte im Jahr 2004 einen Rechtsstreit um die Lizenzbefugnisse der beteiligten Unternehmen, der das weitere Bestehen der RISC-OS-Plattform kurzzeitig infrage stellte.

## Die „versteckte“ Zukunft (seit 2000)
Der sehr stromsparende RISC-Prozessor ARM (früher Acorn Risc Machine, jetzt Advanced Risc Machine) ist bei verschiedenen Hardwareherstellern sehr beliebt. So lizenziert und entwickelt der britische Prozessorhersteller ARM weiterhin neue Varianten wie zum Beispiel ARM2, Strong-ARM und Cortex-A8. Seit 2005 wurden in zahlreichen PDAs, Mobiltelefonmodellen, Navigationssystemen und Smartphones ARM-Varianten eingesetzt: Sharp Zaurus, Psion Series 5, PalmTreo 600/650 oder die Handheld-Konsole GP2X. Der minimale Stromverbrauch ist ein Garant für das lange Überleben dieser Prozessorfamilie. So benötigt der Cortex-A8 bei 600 MHz/2000 MIPS nur 300 Milliwatt Leistung. Seit dem Jahr 2010 sind in den meisten Smartphones ARM-CPUs eingebaut. Aktuelle ARM-Prozessoren besitzen mehrere verschiedene Kerne (P und E) und werden von diversen Firmen lizenziert (Samsung, Qualcomm (Snapdragon), Apple (M1, M1max)). Einsatzbereiche sind Smartphones, Laptops (Chromebooks, alle Apple Computer ab 2020), Desktop-Rechner (Apple), Smart-TVs, Server.

## Produkte

### Heimcomputer
- Acorn Atom
- Acorn Archimedes
- Acorn Electron
- Risc PC

### Betriebssysteme
- Arthur
- RISC OS
- RISCix

### Sonstiges
Über die Entstehung des BBC Micro wurde 2009 der Film Micro Men gedreht; er beschreibt den Wettstreit der Unternehmen Acorn und Sinclair Research zur Produktion des Rechners für die BBC.
- Acorn Network Computer
- BBC BASIC

### Allgemeine Informationen
- http://www.computermuseum-muenchen.de/computer/acorn/
- www.8bit-museum.de – Größtes deutsches virtuelles Computermuseum
- http://www.arcsite.de/
- The Acorn Atom pre-history
- RISC OS and Acorn pages
- About Acorn computers and ARM processors
- History Corner – Geschichte des Unternehmens Acorn

### Zeitungsberichte
- Review des BBC Micro, Dezember 1981 Personal Computer World
- „ARM’s Way“ (LISA influence, Berkeley RISC, Fabrication date), April 1988, Electronics Weekly
- „From Atom to ARC – The ups and downs of the development of Acorn“, aus den Ausgaben von Oktober, November und Dezember 1988 der Acorn User.
- Paul DeMone: „ARM’s Race to Embedded World Domination“ (Motorola 68000 was considered as a replacement to 6502), 2000
- Mark Smotherman: „Sophie Wilson’s most admired CPU“
- Flotation of Acorn on Unlisted Securities Market, Electronics Times, 6. Oktober 1983
- „RISC OS rights rumble becomes war of words“ The Register, 17. Juni 2004